# Peterselie
Peterselie (Petroselinum crispum) is een tweejarige, winterharde, kruidachtige plant uit de schermbloemenfamilie (Apiaceae).

## Kenmerken
De plant groeit op rijke, vochtige en diep gespitte grond in de volle zon of iets in de schaduw. De kiemingstijd van het zaad is relatief lang; de zaden vragen een rijke, vochtige grond. De plant wordt ongeveer 20 tot 60 centimeter hoog. Peterselie wordt als waardplant gebruikt door rupsen van de boksbaardvlinder (Amphipyra tragopoginis) en de spurrie-uil (Discestra trifolii). De plant bevat een hoge concentratie aan oxaalzuur. Deze verbinding is betrokken bij de vorming van nierstenen.

## Gebruik
De bovengrondse delen van peterselie worden veel gebruikt in de Europese keuken, maar evenzeer in de Amerikaanse keuken en in het Midden-Oosten. Het kruid is fris van smaak.
Er zijn drie soorten in gebruik.
- Krulpeterselie (P. crispum var. crispum) met de bekende gekroesde bladen wordt in hoofdzaak gebruikt als garnering.
- Bladpeterselie of platte peterselie (P. crispum var. neapolitanum) heeft gladde bladeren en heeft door een hoger watergehalte en een hoger gehalte aan etherische oliën (in hoofdzaak apiol) een fijnere smaak dan krulpeterselie.
- Van wortelpeterselie (P. crispum var. tuberosum) wordt de penwortel gegeten. Deze wortels zijn zo'n 15 cm lang en zijn door veredeling vlezig en goed eetbaar geworden. Van krulpeterselie en bladpeterselie is de wortel niet eetbaar.[2] Wortelpeterselie komt in het wild nog voor rondom bergbeekjes in mediterrane berggebieden. In Nederland en België is de plant nauwelijks bekend.

Bladeren en wortel kunnen worden gedroogd, waarna deze lang bewaard kunnen worden. Bladeren kunnen ook worden ingevroren. Van wortelpeterselie dient de wortel eerst te worden geblancheerd alvorens deze wordt ingevroren.

## Geschiedenis
Bij de oude Grieken was peterselie het symbool van de vreugde. De combinatie van peterselie en marjolein werd daar als middel tegen een kater gebruikt.
Door de Romeinen werd het gebruik van het kruid verspreid over West-Europa. In de Middeleeuwen werd peterselie gebruikt als groente en werd onder meer verbouwd in de keizerlijke tuinen van Karel de Grote.

### Culinair

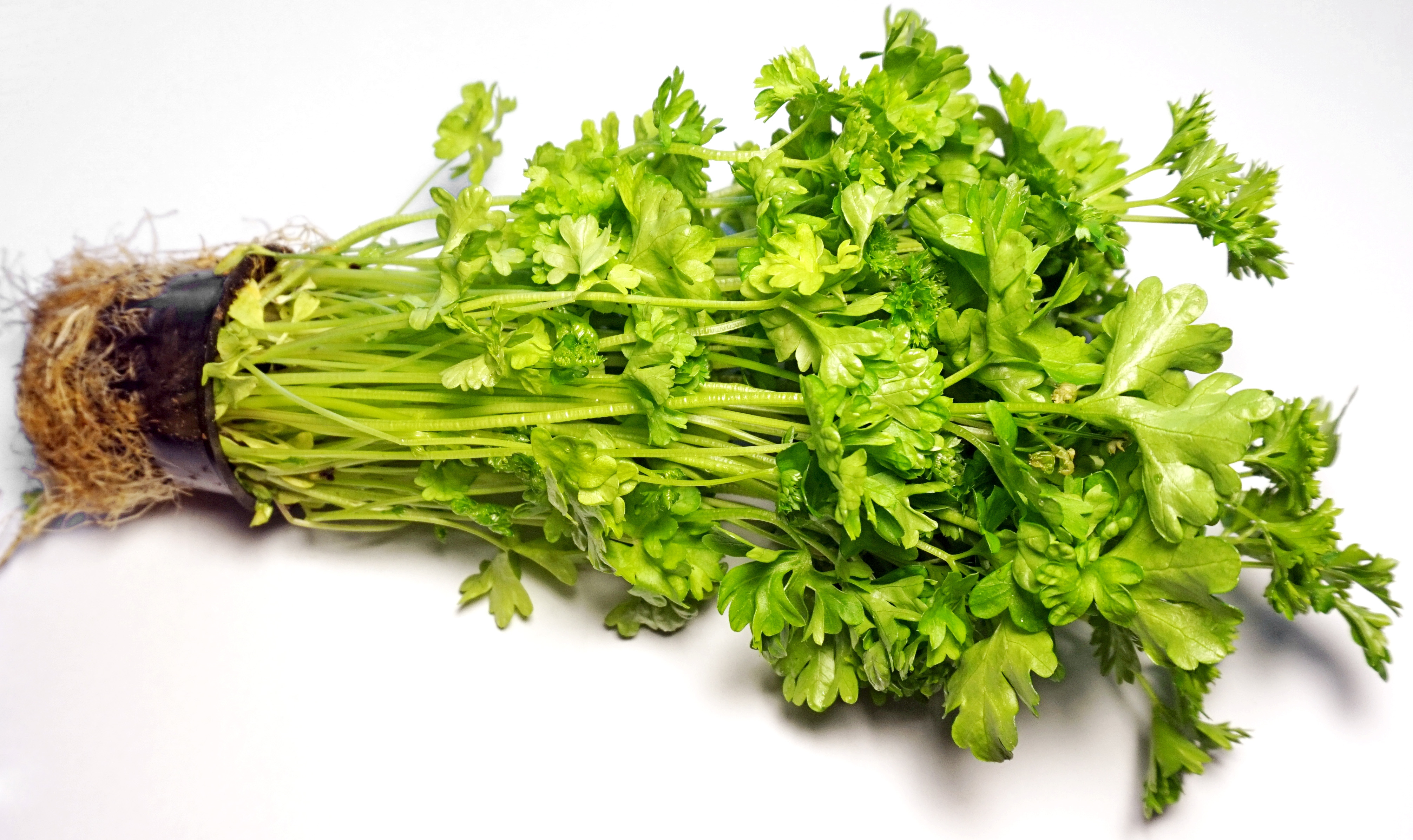
Peterselie

Peterselie (in veel gevallen de bladen) dient pas aan spijzen toegevoegd te worden vlak voor het serveren (dus niet meegekookt te worden) omdat het anders te veel van zijn smaak en frisheid verliest. Dit kan in combinatie met bieslook. Ook wordt het vaak samen met knoflook aan roomboter toegevoegd om kruidenboter te vormen. Bladpeterselie kan ook in salades gebruikt worden.
Gemalen peterseliezaadjes worden ook als specerij gebruikt.
De wortel van wortelpeterselie kan rauw worden gegeten. Geraspte wortel kan worden toegevoegd aan salades.
Peterselie is een klassiek bestanddeel van een bouquet garni.

### Medicinaal
Kruidenthee van peterselie kan worden gebruikt als diureticum. Het verhoogt de afscheiding van urine door het afremmen van de natrium-kaliumpomp in de nieren. Hierdoor wordt de afscheiding van water en natrium versterkt en tezelfdertijd de absorptie van kalium verhoogd. Cherokee-indianen gebruiken het als tonic ter versteviging van de urineblaas.
Chinese en Duitse herboristen raden deze thee aan tegen hoge bloeddruk en het wordt gebruikt als menstruatieopwekkend middel.
De medicinaal actieve stoffen bevinden zich in alle delen van de plant, maar zijn het sterkst geconcentreerd in de etherische olie van de zaden. De belangrijkste stoffen in de etherische olie van peterselie zijn apiol en myristicine. Myristicine is vooral bekend als het psychoactieve bestanddeel van nootmuskaat. In onderzoek bij muizen is een mild sederende werking gevonden van peterselie, wat mogelijk aan de aanwezigheid van myristicine toe te schrijven is.
Verse peterselie bevat relatief veel mineralen (met name ijzer en silicium), evenals B-vitaminen en caroteen. Het vitamine-C-gehalte is uitzonderlijk hoog (80–300 mg per 100 gram). Het gehalte aan vitaminen daalt sterk wanneer peterselie wordt gedroogd. Om dat te voorkomen kan peterselie worden ingevroren.

### Overige toepassingen
Door peterselie te kweken in de buurt van rozen, kan de geur van de rozen worden versterkt en de gezondheid worden verbeterd. Een aftreksel kan worden gebruikt als haarversteviger. Ook kan het worden toegevoegd aan een lotion voor een droge huid of om sproeten te verminderen. Het kauwen op de rauwe bladen verfrist de adem en wordt ingezet om de geur van knoflook uit de mond te verminderen. De etherische olie van peterselie wordt soms verwerkt in parfums voor mannen.